# La Noë-Blanche

La Noë-Blanche este o comună în departamentul Ille-et-Vilaine, Franța. În 1 ianuarie 2022 avea o populație de 1.007 de locuitori.